# Thomas Remengesau Jr.

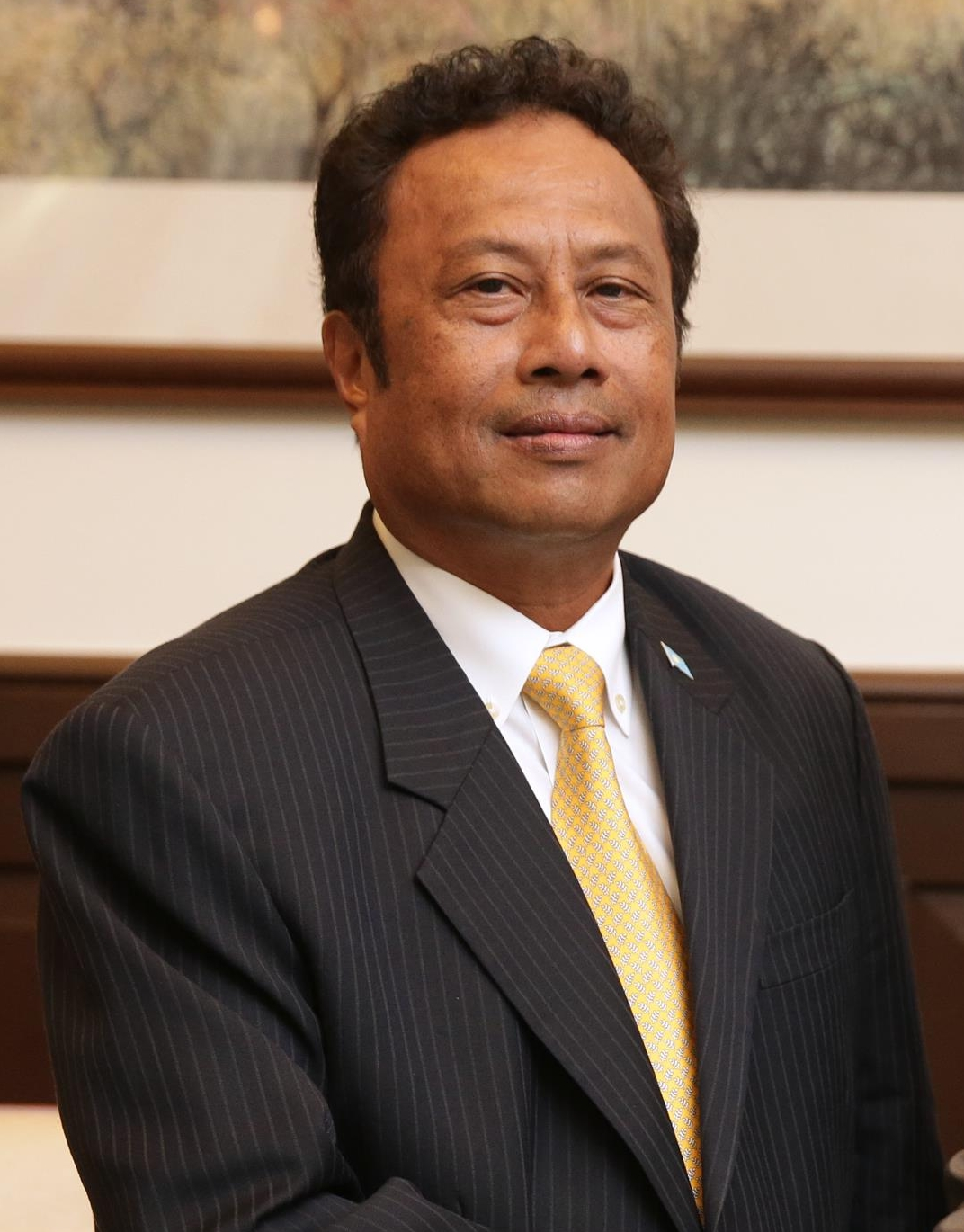
Tommy Remengesau (2016)

Thomas Esang „Tommy“ Remengesau, Jr. (* 28. Februar 1956 auf Koror, Palauinseln) ist ein palauischer Politiker. Er war von 2001 bis zum 1. Januar 2009 Präsident von Palau und bekleidete dieses Amt von 2013 bis 2021 erneut.

## Werdegang
Der Sohn von Ferista Esang Remengesau und Thomas Remengesau, Sr. ist als das älteste von acht Kindern geboren worden. Schon sein Vater war politisch engagiert und übernahm kommissarisch das Amt des Staatsoberhauptes auf der damaligen Kolonie Palau.
Remengesau studierte an der Grand Valley State University in Allendale, Michigan in den USA. 1984 wurde er im Alter von 28 Jahren als Senator in den Palauischen Nationalkongress gewählt. Damit war er der jüngste Senator, den es jemals in Palau gab. 1992 wurde Remengesau zum Vize-Präsidenten des Inselstaates gewählt und trat das Amt am 1. Januar 1993 an. Gleichzeitig wurde er Finanzminister und sorgte in diesem Amt für die finanzielle Stabilität des Inselstaates. Durch seine Arbeit wurde Palau 1998 Mitglied beim Internationalen Währungsfonds und der Weltbankgruppe. 2000 wurde er schließlich zum Präsidenten gewählt. Seine Vereidigung fand am 1. Januar 2001 statt. Auf den Tag genau acht Jahre später folgte ihm Johnson Toribiong in dem Amt als Staatsoberhaupt nach. Remengesau sah es als Hauptaufgaben seiner Präsidentschaft an, Palau unabhängiger von den USA zu machen und den Tourismus in beschränktem Maße zu fördern.
Am 6. November 2012 besiegte er Toribiong in der Stichwahl zur Präsidentschaft mit ca. 58 % der Stimmen und wurde am 17. Januar 2013 erneut als Präsident vereidigt.
2014 wurde ihm der Champions of Earth Award verliehen.
Am 21. Januar 2021 übernahm Surangel Whipps Jr. das Amt des Präsidenten.

## Familie
Thomas Remengesau ist verheiratet mit Debbie Remengesau.